# Sansevieria nilotica
Sansevieria nilotica är en sparrisväxtart som beskrevs av John Gilbert Baker. Sansevieria nilotica ingår i släktet bajonettliljor, och familjen sparrisväxter. Inga underarter finns listade i Catalogue of Life.

## Bildgalleri

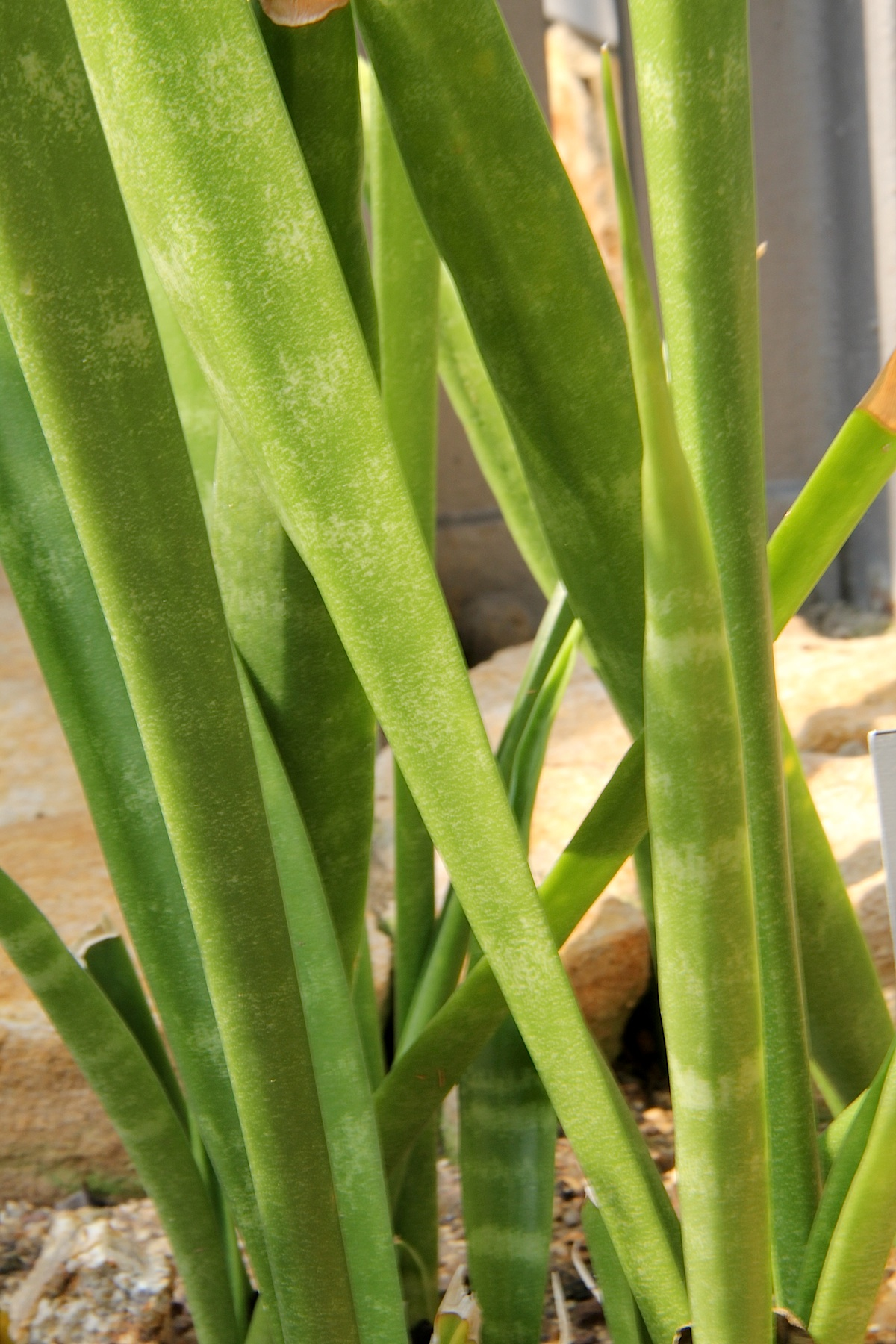